# Gyurme Namgyal (Sikkim)
Gyurmed Namgyal was de vierde Chögyal (koning) van Sikkim. Hij volgde Chakdor Namgyal op in 1717 en werd zelf in 1733 opgevolgd door Püntsog Namgyal II.
Tijdens zijn regering werd Sikkim aangevallen door de Nepalezen.